# گلد فلت (کالیفرنیا)
گلد فلت (به انگلیسی: Gold Flat) یک منطقه ثبت‌نشده در شهرستان نوادا، ایالت کالیفرنیا است. این منطقه در ارتفاع ۸۰۸ متری (۲۶۵۱ فیت) از سطح در واقع شده. گلد فلت در فاصله ۴٫۰ کیلومتری شمال شرق گرس ولی قرار دارد.